# Poltergeist

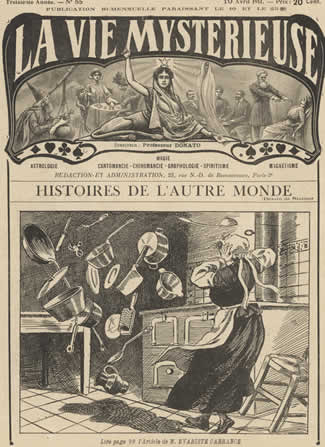
Argelia, 1911

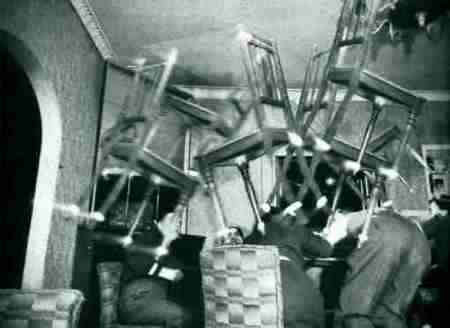
El Baúl del Monje

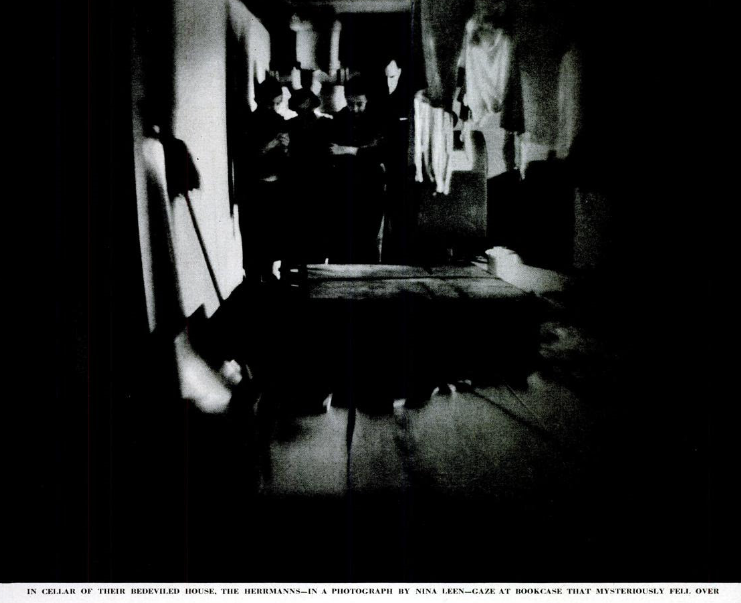
Poltergeist

Poltergeist (del alemán poltern, hacer ruido, y Geist, fantasma, pronunciado /ˈpɔltɐɡaɪ̯st/ⓘ) es un fenómeno extraño o paranormal que engloba cualquier hecho perceptible, de naturaleza violenta y diferente a las leyes físicas, producido por una entidad o energía imperceptible.
El término suele utilizarse coloquialmente para definir todos los acontecimientos violentos que suceden en un lugar supuestamente encantado y que no se ajustan a la normalidad física. Entre los fenómenos poltergeist, se incluyen, por lo general, ruidos inexplicables como mesas arrastrándose o raspando una pared, movimientos de objetos inanimados, materialización, desaparición de comestibles, olores extraños y ataques físicos. La entidad imperceptible que genera estos hechos, según la parapsicología, suele ser un fantasma o entidad asociado a una persona muerta. También puede ser causado por telequinesis inconsciente derivada de estrés o tensión emocional.
Algunos atribuyen estos hechos a fenómenos físicos probados como la electricidad estática, los campos electromagnéticos, el aire ionizado, los infrasonidos o los ultrasonidos. O podrían derivarse de simples alucinaciones causadas por envenenamiento por monóxido de carbono.
Estos fenómenos llevan notificándose desde principios de la humanidad, en la mayoría de las culturas y países, y es ahora, con la era tecnológica, cuando son registrados en imagen, vídeo o audio.

## Principales hipótesis

### Hipótesis racional

#### Hipótesis del fraude o las causas naturales
Hay científicos que atribuyen los fenómenos poltergeist al fraude o a la interpretación sobrenatural de fenómenos explicables a través de principios físicos, como la electricidad estática, campos electromagnéticos, ultra e infrasonido, aire ionizado. En algunas ocasiones, como en el caso poltergeist de Rosenheim, el físico F. Karger del Max-Planck-Institut für Plasmaphysik y G. Zicha de la Universidad Técnica de Múnich no encontró ninguna evidencia de estos fenómenos, y los que apoyan las teorías paranormales argumentan que nunca se tuvo conocimiento de fraude alguno, incluso después de una exhaustiva investigación.

#### Onda sonora estacionaria
Según la física, determinadas ondas sonoras de ciertas frecuencias asociadas al tamaño de la sala en la que se producen, pueden generar una onda estacionaria que resuene en el humor vítreo del ojo humano y producir la sensación de notar movimiento o actividad a ambos lados del ojo.
Si la longitud de onda de la onda estacionaria resultante tiene el tamaño de alguna de las dimensiones espaciales de la sala, se produce tal efecto. El sonido sería generado por alguna fuente constante e inaudible de baja(s) frecuencia(s), como un electrodoméstico, un ventilador... Al tener baja frecuencia, su longitud de onda sería cercana, similar o coincidente con el tamaño de una sala de proporciones típicas. No obstante, esta hipótesis no explica los fenómenos paranormales que puedan sucederse en un espacio al aire libre o una sala en la que no se produzca ningún sonido constante, o aquellos fenómenos de gran intensidad.

#### Aire a presión
Esta hipótesis plantea que muchos fenómenos paranormales que envuelvan movimiento de objetos inanimados, puedan ser causados por generadores de aire a alta presión que empujen tales objetos con gran violencia. No obstante, esta teoría carece de credibilidad en la mayoría de las ocasiones consiste en el movimiento de objetos y sus categorías se dividen en tres: 1) levantamiento de platos; 2) mover objetos pesados y 3) tomo de un cuerpo para espiritar.